# Abeuk Jaloh
Abeuk Jaloh is een bestuurslaag in het regentschap Bireuen van de provincie Atjeh, Indonesië. Abeuk Jaloh telt 520 inwoners (volkstelling 2010).